# Comuni della Polonia (D-G)
Questo è un elenco dei 2.479 comuni della Polonia ordinati alfabeticamente dalla D alla G.
| Numero | Comune                           | Distretto                          | Voivodato | Tipo |
| ------ | -------------------------------- | ---------------------------------- | --------- | ---- |
| 335    | Daleszyce                        | Distretto di Kielce                | SK        | mw   |
| 336    | Dalików                          | Distretto di Poddębice             | LD        | w    |
| 337    | Damasławek                       | Distretto di Wągrowiec             | WP        | w    |
| 338    | Damnica                          | Distretto di Słupsk                | PM        | w    |
| 339    | Darłowo                          | Distretto di Sławno                | ZP        | m    |
| 340    | Darłowo (comune rurale)          | Distretto di Sławno                | ZP        | w    |
| 341    | Daszyna                          | Distretto di Łęczyca               | LD        | w    |
| 342    | Dąbie (Grande Polonia)           | Distretto di Koło                  | WP        | mw   |
| 343    | Dąbie (Lubusz)                   | Distretto di Krosno Odrzańskie     | LB        | w    |
| 344    | Dąbrowa (Cuiavia-Pomerania)      | Distretto di Mogilno               | KP        | w    |
| 345    | Dąbrowa (Opole)                  | Distretto di Opole                 | OP        | w    |
| 346    | Dąbrowa Białostocka              | Distretto di Sokółka               | PD        | mw   |
| 347    | Dąbrowa Biskupia                 | Distretto di Inowrocław            | KP        | w    |
| 348    | Dąbrowa Chełmińska               | Distretto di Bydgoszcz             | KP        | w    |
| 349    | Dąbrowa Górnicza                 |                                    | SL        | m    |
| 350    | Dąbrowa Tarnowska                | Distretto di Dąbrowa               | MA        | mw   |
| 351    | Dąbrowa Zielona                  | Distretto di Częstochowa           | SL        | w    |
| 352    | Dąbrowice                        | Distretto di Kutno                 | LD        | w    |
| 353    | Dąbrówka                         | Distretto di Wołomin               | MZ        | w    |
| 354    | Dąbrówno                         | Distretto di Ostróda               | WN        | w    |
| 355    | Debrzno                          | Distretto di Człuchów              | PM        | mw   |
| 356    | Deszczno                         | Distretto di Gorzów                | LB        | w    |
| 357    | Dębe Wielkie                     | Distretto di Mińsk                 | MZ        | w    |
| 358    | Dębica                           | Distretto di Dębica                | PK        | m    |
| 359    | Dębica (comune rurale)           | Distretto di Dębica                | PK        | w    |
| 360    | Dęblin                           | Distretto di Ryki                  | LU        | m    |
| 361    | Dębnica Kaszubska                | Distretto di Słupsk                | PM        | w    |
| 362    | Dębno (Piccola Polonia)          | Distretto di Brzesko               | MA        | w    |
| 363    | Dębno (Pomerania Occidentale)    | Distretto di Myślibórz             | ZP        | mw   |
| 364    | Dębowa Kłoda                     | Distretto di Parczew               | LU        | w    |
| 365    | Dębowa Łąka                      | Distretto di Wąbrzeźno             | KP        | w    |
| 366    | Dębowiec (Slesia)                | Distretto di Cieszyn               | SL        | w    |
| 367    | Dębowiec (Precarpazia)           | Distretto di Jasło                 | PK        | w    |
| 368    | Długołęka                        | Distretto di Breslavia             | DS        | w    |
| 369    | Długosiodło                      | Distretto di Wyszków               | MZ        | w    |
| 370    | Dłutów                           | Distretto di Pabianice             | LD        | w    |
| 371    | Dmosin                           | Distretto di Brzeziny              | LD        | w    |
| 372    | Dobczyce                         | Distretto di Myślenice             | MA        | mw   |
| 373    | Dobiegniew                       | Distretto di Strzelce-Drezdenko    | LB        | mw   |
| 374    | Dobra (Piccola Polonia)          | Distretto di Limanowa              | MA        | w    |
| 375    | Dobra (Łobez)                    | Distretto di Łobez                 | ZP        | mw   |
| 376    | Dobra (Police)                   | Distretto di Police                | ZP        | w    |
| 377    | Dobra (Grande Polonia)           | Distretto di Turek                 | WP        | mw   |
| 378    | Dobrcz                           | Distretto di Bydgoszcz             | KP        | w    |
| 379    | Dobre (Masovia)                  | Distretto di Mińsk                 | MZ        | w    |
| 380    | Dobre (Cuiavia-Pomerania)        | Distretto di Radziejów             | KP        | w    |
| 381    | Dobre Miasto                     | Distretto di Olsztyn               | WN        | mw   |
| 382    | Dobrodzień                       | Distretto di Olesno                | OP        | mw   |
| 383    | Dobromierz                       | Distretto di Świdnica              | DS        | w    |
| 384    | Dobroń                           | Distretto di Pabianice             | LD        | w    |
| 385    | Dobroszyce                       | Distretto di Oleśnica              | DS        | w    |
| 386    | Dobryszyce (comune rurale)       | Distretto di Radomsko              | LD        | w    |
| 387    | Dobrzany                         | Distretto di Stargard Szczeciński  | ZP        | mw   |
| 388    | Dobrzeń Wielki                   | Distretto di Opole                 | OP        | w    |
| 389    | Dobrzyca                         | Distretto di Pleszew               | WP        | w    |
| 390    | Dobrzyniewo Duże                 | Distretto di Białystok             | PD        | w    |
| 391    | Dobrzyń nad Wisłą                | Distretto di Lipno                 | KP        | mw   |
| 392    | Dolice                           | Distretto di Stargard Szczeciński  | ZP        | w    |
| 393    | Dolsk                            | Distretto di Śrem                  | WP        | mw   |
| 394    | Dołhobyczów                      | Distretto di Hrubieszów            | LU        | w    |
| 395    | Domanice                         | Distretto di Siedlce               | MZ        | w    |
| 396    | Domaniewice                      | Distretto di Łowicz                | LD        | w    |
| 397    | Domaniów                         | Distretto di Oława                 | DS        | w    |
| 398    | Domaradz                         | Distretto di Brzozów               | PK        | w    |
| 399    | Domaszowice                      | Distretto di Namysłów              | OP        | w    |
| 400    | Dominowo                         | Distretto di Środa Wielkopolska    | WP        | w    |
| 401    | Dopiewo                          | Distretto di Poznań                | WP        | w    |
| 402    | Dorohusk                         | Distretto di Chełm                 | LU        | w    |
| 403    | Doruchów                         | Distretto di Ostrzeszów            | WP        | w    |
| 404    | Dragacz                          | Distretto di Świecie               | KP        | w    |
| 405    | Drawno                           | Distretto di Choszczno             | ZP        | mw   |
| 406    | Drawsko                          | Distretto di Czarnków e Trzcianka  | WP        | w    |
| 407    | Drawsko Pomorskie                | Distretto di Drawsko Pomorskie     | ZP        | mw   |
| 408    | Drelów                           | Distretto di Biała Podlaska        | LU        | w    |
| 409    | Drezdenko                        | Distretto di Strzelce-Drezdenko    | LB        | mw   |
| 410    | Drobin                           | Distretto di Płock                 | MZ        | mw   |
| 411    | Drohiczyn                        | Distretto di Siemiatycze           | PD        | mw   |
| 412    | Drużbice                         | Distretto di Bełchatów             | LD        | w    |
| 413    | Drwinia                          | Distretto di Bochnia               | MA        | w    |
| 414    | Drzewica                         | Distretto di Opoczno               | LD        | mw   |
| 415    | Drzycim                          | Distretto di Świecie               | KP        | w    |
| 416    | Dubeninki                        | Distretto di Gołdap                | WN        | w    |
| 417    | Dubicze Cerkiewne                | Distretto di Hajnówka              | PD        | w    |
| 418    | Dubiecko                         | Distretto di Przemyśl              | PK        | w    |
| 419    | Dubienka                         | Distretto di Chełm                 | LU        | w    |
| 420    | Dukla                            | Distretto di Krosno                | PK        | mw   |
| 421    | Duszniki                         | Distretto di Szamotuły             | WP        | w    |
| 422    | Duszniki-Zdrój                   | Distretto di Kłodzko               | DS        | m    |
| 423    | Dwikozy                          | Distretto di Sandomierz            | SK        | w    |
| 424    | Dydnia                           | Distretto di Brzozów               | PK        | w    |
| 425    | Dygowo                           | Distretto di Kołobrzeg             | ZP        | w    |
| 426    | Dynów                            | Distretto di Rzeszów               | PK        | m    |
| 427    | Dynów (comune rurale)            | Distretto di Rzeszów               | PK        | w    |
| 428    | Dywity                           | Distretto di Olsztyn               | WN        | w    |
| 429    | Dziadkowice                      | Distretto di Siemiatycze           | PD        | w    |
| 430    | Dziadowa Kłoda                   | Distretto di Oleśnica              | DS        | w    |
| 431    | Działdowo                        | Distretto di Działdowo             | WN        | m    |
| 432    | Działdowo (comune rurale)        | Distretto di Działdowo             | WN        | w    |
| 433    | Działoszyce                      | Distretto di Pińczów               | SK        | mw   |
| 434    | Działoszyn                       | Distretto di Pajęczno              | LD        | mw   |
| 435    | Dziemiany                        | Distretto di Kościerzyna           | PM        | w    |
| 436    | Dzierzążnia                      | Distretto di Płońsk                | MZ        | w    |
| 437    | Dzierzgoń                        | Distretto di Sztum                 | PM        | mw   |
| 438    | Dzierzgowo                       | Distretto di Mława                 | MZ        | w    |
| 439    | Dzierzkowice                     | Distretto di Kraśnik               | LU        | w    |
| 440    | Dzierżoniów                      | Distretto di Dzierżoniów           | DS        | m    |
| 441    | Dzierżoniów (comune rurale)      | Distretto di Dzierżoniów           | DS        | w    |
| 442    | Dzikowiec                        | Distretto di Kolbuszowa            | PK        | w    |
| 443    | Dziwnów                          | Distretto di Kamień Pomorski       | ZP        | mw   |
| 444    | Dzwola                           | Distretto di Janów Lubelski        | LU        | w    |
| 445    | Dźwierzuty                       | Distretto di Szczytno              | WN        | w    |
| 446    | Elbląg                           |                                    | WN        | m    |
| 447    | Elbląg (comune rurale)           | Distretto di Elbląg                | WN        | w    |
| 448    | Ełk                              | Distretto di Ełk                   | WN        | m    |
| 449    | Ełk (comune rurale)              | Distretto di Ełk                   | WN        | w    |
| 450    | Fabianki                         | Distretto di Włocławek             | KP        | w    |
| 451    | Fajsławice                       | Distretto di Krasnystaw            | LU        | w    |
| 452    | Fałków                           | Distretto di Końskie               | SK        | w    |
| 453    | Filipów                          | Distretto di Suwałki               | PD        | w    |
| 454    | Firlej                           | Distretto di Lubartów              | LU        | w    |
| 455    | Frampol                          | Distretto di Biłgoraj              | LU        | mw   |
| 456    | Fredropol                        | Distretto di Przemyśl              | PK        | w    |
| 457    | Frombork                         | Distretto di Braniewo              | WN        | mw   |
| 458    | Frysztak                         | Distretto di Strzyżów              | PK        | w    |
| 459    | Gać                              | Distretto di Przeworsk             | PK        | w    |
| 460    | Galewice                         | Distretto di Wieruszów             | LD        | w    |
| 461    | Garbatka-Letnisko                | Distretto di Kozienice             | MZ        | w    |
| 462    | Garbów                           | Distretto di Lublino               | LU        | w    |
| 463    | Gardeja                          | Distretto di Kwidzyn               | PM        | w    |
| 464    | Garwolin                         | Distretto di Garwolin              | MZ        | m    |
| 465    | Garwolin (comune rurale)         | Distretto di Garwolin              | MZ        | w    |
| 466    | Gaszowice                        | Distretto di Rybnik                | SL        | w    |
| 467    | Gawłuszowice                     | Distretto di Mielec                | PK        | w    |
| 468    | Gaworzyce                        | Distretto di Polkowice             | DS        | w    |
| 469    | Gąbin                            | Distretto di Płock                 | MZ        | mw   |
| 470    | Gąsawa                           | Distretto di Żnin                  | KP        | w    |
| 471    | Danzica                          |                                    | PM        | m    |
| 472    | Gdów                             | Distretto di Wieliczka             | MA        | w    |
| 473    | Gdynia                           |                                    | PM        | m    |
| 474    | Giby                             | Distretto di Sejny                 | PD        | w    |
| 475    | Gidle                            | Distretto di Radomsko              | LD        | w    |
| 476    | Gielniów                         | Distretto di Przysucha             | MZ        | w    |
| 477    | Gierałtowice                     | Distretto di Gliwice               | SL        | w    |
| 478    | Gietrzwałd                       | Distretto di Olsztyn               | WN        | w    |
| 479    | Gilowice                         | Distretto di Żywiec                | SL        | w    |
| 480    | Gizałki                          | Distretto di Pleszew               | WP        | w    |
| 481    | Giżycko                          | Distretto di Giżycko               | WN        | m    |
| 482    | Giżycko (comune rurale)          | Distretto di Giżycko               | WN        | w    |
| 483    | Glinojeck                        | Distretto di Ciechanów             | MZ        | mw   |
| 484    | Gliwice                          |                                    | SL        | m    |
| 485    | Głogów                           | Distretto di Głogów                | DS        | m    |
| 486    | Głogów (comune rurale)           | Distretto di Głogów                | DS        | w    |
| 487    | Głogów Małopolski                | Distretto di Rzeszów               | PK        | mw   |
| 488    | Głogówek                         | Distretto di Prudnik               | OP        | mw   |
| 489    | Głowaczów                        | Distretto di Kozienice             | MZ        | w    |
| 490    | Głowno                           | Distretto di Zgierz                | LD        | m    |
| 491    | Głowno (comune rurale)           | Distretto di Zgierz                | LD        | w    |
| 492    | Główczyce                        | Distretto di Słupsk                | PM        | w    |
| 493    | Głubczyce                        | Distretto di Głubczyce             | OP        | mw   |
| 494    | Głuchołazy                       | Distretto di Nysa                  | OP        | mw   |
| 495    | Głuchów                          | Distretto di Skierniewice          | LD        | w    |
| 496    | Głusk                            | Distretto di Lublino               | LU        | w    |
| 497    | Głuszyca                         | Distretto di Wałbrzych             | DS        | mw   |
| 498    | Gniew                            | Distretto di Tczew                 | PM        | mw   |
| 499    | Gniewino                         | Distretto di Wejherowo             | PM        | w    |
| 500    | Gniewkowo                        | Distretto di Inowrocław            | KP        | mw   |
| 501    | Gniewoszów                       | Distretto di Kozienice             | MZ        | w    |
| 502    | Gniezno                          | Distretto di Gniezno               | WP        | m    |
| 503    | Gniezno (comune rurale)          | Distretto di Gniezno               | WP        | w    |
| 504    | Gnojnik                          | Distretto di Brzesko               | MA        | w    |
| 505    | Gnojno                           | Distretto di Busko-Zdrój           | SK        | w    |
| 506    | Goczałkowice-Zdrój               | Distretto di Pszczyna              | SL        | w    |
| 507    | Godkowo                          | Distretto di Elbląg                | WN        | w    |
| 508    | Godów                            | Distretto di Wodzisław Śląski      | SL        | w    |
| 509    | Godzianów                        | Distretto di Skierniewice          | LD        | w    |
| 510    | Godziesze Wielkie                | Distretto di Kalisz                | WP        | w    |
| 511    | Godziszów                        | Distretto di Janów Lubelski        | LU        | w    |
| 512    | Gogolin                          | Distretto di Krapkowice            | OP        | mw   |
| 513    | Golczewo                         | Distretto di Kamień Pomorski       | ZP        | mw   |
| 514    | Goleniów                         | Distretto di Goleniów              | ZP        | mw   |
| 515    | Goleszów                         | Distretto di Cieszyn               | SL        | w    |
| 516    | Golina                           | Distretto di Konin                 | WP        | mw   |
| 517    | Golub-Dobrzyń                    | Distretto di Golub-Dobrzyń         | KP        | m    |
| 518    | Golub-Dobrzyń (comune rurale)    | Distretto di Golub-Dobrzyń         | KP        | w    |
| 519    | Gołańcz                          | Distretto di Wągrowiec             | WP        | mw   |
| 520    | Gołcza                           | Distretto di Miechów               | MA        | w    |
| 521    | Gołdap                           | Distretto di Gołdap                | WN        | mw   |
| 522    | Gołuchów                         | Distretto di Pleszew               | WP        | w    |
| 523    | Gołymin-Ośrodek                  | Distretto di Ciechanów             | MZ        | w    |
| 524    | Gomunice                         | Distretto di Radomsko              | LD        | w    |
| 525    | Goniądz                          | Distretto di Mońki                 | PD        | mw   |
| 526    | Goraj                            | Distretto di Biłgoraj              | LU        | w    |
| 527    | Gorlice                          | Distretto di Gorlice               | MA        | m    |
| 528    | Gorlice (comune rurale)          | Distretto di Gorlice               | MA        | w    |
| 529    | Gorzkowice                       | Distretto di Piotrków              | LD        | w    |
| 530    | Gorzków                          | Distretto di Krasnystaw            | LU        | w    |
| 531    | Gorzów Śląski                    | Distretto di Olesno                | OP        | mw   |
| 532    | Gorzów Wielkopolski              |                                    | LB        | m    |
| 533    | Gorzyce (Precarpazia)            | Distretto di Tarnobrzeg            | PK        | w    |
| 534    | Gorzyce (Slesia)                 | Distretto di Wodzisław Śląski      | SL        | w    |
| 535    | Gostycyn                         | Distretto di Tuchola               | KP        | w    |
| 536    | Gostynin                         | Distretto di Gostynin              | MZ        | m    |
| 537    | Gostynin (comune rurale)         | Distretto di Gostynin              | MZ        | w    |
| 538    | Gostyń                           | Distretto di Gostyń                | WP        | mw   |
| 539    | Goszczanów                       | Distretto di Sieradz               | LD        | w    |
| 540    | Goszczyn                         | Distretto di Grójec                | MZ        | w    |
| 541    | Gościeradów                      | Distretto di Kraśnik               | LU        | w    |
| 542    | Gościno                          | Distretto di Kołobrzeg             | ZP        | w    |
| 543    | Gowarczów                        | Distretto di Końskie               | SK        | w    |
| 544    | Goworowo                         | Distretto di Ostrołęka             | MZ        | w    |
| 545    | Gozdnica                         | Distretto di Żagań                 | LB        | m    |
| 546    | Gozdowo                          | Distretto di Sierpc                | MZ        | w    |
| 547    | Góra                             | Distretto di Góra                  | DS        | mw   |
| 548    | Góra Kalwaria                    | Distretto di Piaseczno             | MZ        | mw   |
| 549    | Góra Świętej Małgorzaty          | Distretto di Łęczyca               | LD        | w    |
| 550    | Górno                            | Distretto di Kielce                | SK        | w    |
| 551    | Górowo Iławeckie                 | Distretto di Bartoszyce            | WN        | m    |
| 552    | Górowo Iławeckie (comune rurale) | Distretto di Bartoszyce            | WN        | w    |
| 553    | Górzno (Cuiavia-Pomerania)       | Distretto di Brodnica              | KP        | mw   |
| 554    | Górzno (Masovia)                 | Distretto di Garwolin              | MZ        | w    |
| 555    | Górzyca                          | Distretto di Słubice               | LB        | w    |
| 556    | Gózd                             | Distretto di Radom                 | MZ        | w    |
| 557    | Grabica                          | Distretto di Piotrków              | LD        | w    |
| 558    | Grabowiec                        | Distretto di Zamość                | LU        | w    |
| 559    | Grabowo                          | Distretto di Kolno                 | PD        | w    |
| 560    | Grabów                           | Distretto di Łęczyca               | LD        | w    |
| 561    | Grabów nad Pilicą                | Distretto di Kozienice             | MZ        | w    |
| 562    | Grabów nad Prosną                | Distretto di Ostrzeszów            | WP        | mw   |
| 563    | Grajewo                          | Distretto di Grajewo               | PD        | m    |
| 564    | Grajewo (comune rurale)          | Distretto di Grajewo               | PD        | w    |
| 565    | Granowo                          | Distretto di Grodzisk Wielkopolski | WP        | w    |
| 566    | Grębków                          | Distretto di Węgrów                | MZ        | w    |
| 567    | Grębocice                        | Distretto di Polkowice             | DS        | w    |
| 568    | Gręboszów                        | Distretto di Dąbrowa               | MA        | w    |
| 569    | Grębów                           | Distretto di Tarnobrzeg            | PK        | w    |
| 570    | Grodków                          | Distretto di Brzeg                 | OP        | mw   |
| 571    | Grodziczno                       | Distretto di Nowe Miasto Lubawskie | WN        | w    |
| 572    | Grodziec                         | Distretto di Konin                 | WP        | w    |
| 573    | Grodzisk                         | Distretto di Siemiatycze           | PD        | w    |
| 574    | Grodzisk Mazowiecki              | Distretto di Grodzisk Mazowiecki   | MZ        | mw   |
| 575    | Grodzisk Wielkopolski            | Distretto di Grodzisk Wielkopolski | WP        | mw   |
| 576    | Grodzisko Dolne                  | Distretto di Leżajsk               | PK        | w    |
| 577    | Gromadka                         | Distretto di Bolesławiec           | DS        | w    |
| 578    | Gromnik                          | Distretto di Tarnów                | MA        | w    |
| 579    | Gronowo Elbląskie                | Distretto di Elbląg                | WN        | w    |
| 580    | Gródek                           | Distretto di Białystok             | PD        | w    |
| 581    | Gródek nad Dunajcem              | Distretto di Nowy Sącz             | MA        | w    |
| 582    | Grójec                           | Distretto di Grójec                | MZ        | mw   |
| 583    | Grudusk                          | Distretto di Ciechanów             | MZ        | w    |
| 584    | Grudziądz                        |                                    | KP        | m    |
| 585    | Grudziądz (comune rurale)        | Distretto di Grudziądz             | KP        | w    |
| 586    | Grunwald                         | Distretto di Ostróda               | WN        | w    |
| 587    | Gruta                            | Distretto di Grudziądz             | KP        | w    |
| 588    | Grybów                           | Distretto di Nowy Sącz             | MA        | m    |
| 589    | Grybów (comune rurale)           | Distretto di Nowy Sącz             | MA        | w    |
| 590    | Gryfice                          | Distretto di Gryfice               | ZP        | mw   |
| 591    | Gryfino                          | Distretto di Gryfino               | ZP        | mw   |
| 592    | Gryfów Śląski                    | Distretto di Lwówek Śląski         | DS        | mw   |
| 593    | Grzegorzew                       | Distretto di Koło                  | WP        | w    |
| 594    | Grzmiąca                         | Distretto di Szczecinek            | ZP        | w    |
| 595    | Gubin                            | Distretto di Krosno Odrzańskie     | LB        | m    |
| 596    | Gubin (comune rurale)            | Distretto di Krosno Odrzańskie     | LB        | w    |
| 597    | Gzy                              | Distretto di Pułtusk               | MZ        | w    |

Sigle dei tipi di comune:

m: miejska (comuni urbani), mw: miejsko-wiejska (comuni urbano-rurali), w: wiejska (comuni rurali).